# 德瑞克·高登
德瑞克·羅伯特·高登（英語：Derrick Robert Gordon，1991年12月12日—），美國大學籃球運動員。高登就讀西東大學和效力於海盜隊，是一名得分後衛。高登從麻省大學阿姆赫斯特畢業後於2015-2016年賽季轉移至西東大學，他在麻省大學阿姆赫斯特民兵籃球隊效力過兩個賽季。
2014年高登成為NCAA一級中第一位出櫃並有出賽經驗的男子籃球員，他的男友是CSI犯罪現場演員Gerald McCullouch。

## 外部連結
- Official UMass biography
- 德瑞克·高登的X（前Twitter）